# Sandro Teti Editore
Sandro Teti Editore är ett italienskt bokförlag. Det grundades i Rom 2003 av Sandro Domenico Teti och ger ut fem bokserier. Historos (guidat av den välkända italienska historiken Luciano Canfora), ZigZag, Il teatro della Storia, I Russi e l’Italia och Immagine.
Kulturtidskriften Il Calendario del Popolo, grundad i mars 1945, ges ut av Sandro Teti Editore sedan 2010. Förlaget tog då över efter Nicola Teti Editore.